# Klänge und Farben
Klänge und Farben (op. 95) ist ein Heft von fünfzehn Miniaturen für Klavier zu zwei Händen von Jenő Takács aus dem Jahr 1974.

## Inhalt und Hintergrund
Klänge und Farben gehört zum Spätwerk (ab den 1960er Jahren) von Jenő Takács und soll in die Teilbereiche der Avantgarde einführen. Die Stücke führen von der eher konservativen (romantischen, folkloristischen) zur avantgardistischen Musik. Takács bediente sich bei seinen Kompositionen unterschiedlicher Spieltechniken (u. a. Innenraum, Obertoneffekte, Klangaktionen mit langen Pausenwerten). Einige Stücke benötigen aufgrund der verschiedenen Avantgardetechniken musikalische Raffinesse und Fantasie. Sie gelten als mittelschwer und eignen sich insbesondere zu musikpädagogischen und improvisatorischen Zwecken.
Der Klavierzyklus entstand 1973/74 in Siegendorf, der Geburtsstadt des Komponisten. Die Uraufführung erfolgte am 15. Juli 1974 durch den experimentierenden Komponisten und Pécs' Takács-Schüler Andor Losonczy (XV.), der mit Takács befreundet war, und am 7. August 1974 durch den Komponisten selbst (I.–VIII.) in Eisenstadt. Am 26. August 1974 erfolgte eine Produktion durch das ORF-Landesstudio Burgenland in Eisenstadt, die am 20. Januar 1975 ausgestrahlt wurde. Der Zyklus hat eine Spieldauer von ca. 20 Minuten und wird seit 1977 beim Musikverlag Doblinger in Wien verlegt.
Die Stücke Chinesisches Glockenspiel (XIII.), Klangstudie (I.), Toccatina (XII.), Echo (XI.) und Valse-Impromptu (XV.) wurden in die Anthologie der bis 1990 fertiggestellten Schallplattenreihe des Österreichischen Musikrates „Österreichische Musik der Gegenwart“ aufgenommen.

## Aufbau
Der Zyklus ist wie folgt aufgebaut:
- I. Klangstudie
- II. Weite Landschaft
- III. In großer Eile
- IV. Studie in Sekunden und Quarten
- V. An Béla Bartók
- VI. Ekloge
- VII. Im Uhrladen
- VIII. Klänge und Farben
- IX. Ziehharmonika
- X. Chinesische Jongleure
- XI. Echo
- XII. Toccatina
- XIII. Pien Tshung (chinesisches Glockenspiel)
- XIV. Nachtklänge
- XV. Valse-Impromptu (Hommage à Franz Liszt)

## Diskographie
- 1987: LP Amadeo 423 520-1 (5 Stücke) – Interpret: Jenö Takács
- 1993: CD Amadeo 445 240-2 (5 Stücke) – Interpret: Jenö Takács
- 1997: CD Pepperland music production PEP 97202 – Interpretin: Aima Maria Labra-Makk[5]
- 1999: CD Extraplatte EX 388-2 (1 Stück) – Interpret: Josef Mayr
- 2002: 2CDs Kulturvereinigung Oberschützen TAK 02001 – Interpret: Jenő Takács
- 2003: CD Beilage zu: Éva Radics: Takács Jenő. Élete és munkássága (1 Stück) – Interpret: Jenő Takács
- 2005: CD Eigenlabel (4 Stücke) – Interpretin: Clara Frühstück